# ویتو مانونه
ویتو مانونه (ایتالیایی: Vito Mannone؛ زادهٔ ۲ مارس ۱۹۸۸) بازیکن فوتبال اهل ایتالیا است.وی در باشگاه فوتبال لیل  فرانسه بازی می کند.
از باشگاه‌هایی که در آن بازی کرده‌است می‌توان به آرسنال، بارنزلی، هال سیتی، ساندرلند و ردینگ اشاره کرد.